# Communauté de communes de Catus
La Communauté de communes de Catus est une  ancienne communauté de communes française, située dans le département du Lot et la région Midi-Pyrénées.

## Histoire
Elle a fusionné le 1er janvier 2010 avec la Communauté de communes du Pays de Cahors pour former la Communauté de communes du Grand Cahors.

## Composition
Elle regroupait 17 communes :
- Boissières
- Calamane
- Catus
- Crayssac
- Francoulès
- Gigouzac
- Labastide-du-Vert
- Les Junies
- Lherm
- Maxou
- Mechmont
- Montgesty
- Nuzéjouls
- Pontcirq
- Saint-Denis-Catus
- Saint-Médard
- Saint-Pierre-Lafeuille